# V hodině smrti
V hodině smrti je studiové album české zpěvačky Lenky Dusilové z roku 2014. Jde o její první studiovou nahrávku, kterou nahrála za doprovodu skupiny Baromantika (pojmenované podle jejího stejnojmenného alba z roku 2011), v níž hrála například Beata Hlavenková. Dále se na albu podíleli například David Koller, Dan Bárta či Justin Lavash.

## Seznam skladeb
| Pořadí | Název         | Délka |
| ------ | ------------- | ----- |
| 1.     | Indiánky      | 5:48  |
| 2.     | Tětiva        | 3:02  |
| 3.     | Ricardo       | 3:55  |
| 4.     | Mayday        | 3:16  |
| 5.     | Duszo moja    | 3:08  |
| 6.     | Takafei       | 4:08  |
| 7.     | Tichá – Černá | 3:49  |
| 8.     | Monotronka    | 3:10  |
| 9.     | Archív dní    | 4:36  |
| 10.    | Snad jen      | 3:53  |
| 11.    | Epitaph       | 3:44  |
| 12.    | Dvanáctá      | 3:47  |